# Herbert Grundmann
Herbert Grundmann (Meerane, 20 febbraio 1902 – Monaco di Baviera, 20 marzo 1970) è stato uno storico tedesco, interessato principalmente alla storia del Medioevo, con particolare predisposizione ai movimenti religiosi del tempo.

## Biografia
Figlio di un commerciante e piccolo imprenditore, nel 1921 iniziò studi di economia politica all'Università di Lipsia, passando poi al corso di letteratura e, soprattutto, a quello di storia. Studiò in particolare la Filosofia della storia di Hegel, ma anche il chiliasmo di Gioacchino da Fiore, e la mistica del maestro Eckhart. Terminò il dottorato nel 1929 con uno studio storico teologico su Gioacchino. Lo scritto Movimenti religiosi nel Medioevo, che fu preceduto da vari studi singoli, gli venne riconosciuto nel 1933 come dissertazione per una cattedra a Lipsia e fu pubblicato due anni dopo.
Durante i suoi studi universitari fu allievo, tra gli altri, di Walter Goetz e Alfred Doren.
Grundmann, che non era in sintonia con i nazisti e la NSDAP, trovò un'occupazione in ambito universitario soltanto nel 1939. Dopo aver insegnato privatamente per parecchi anni, egli fu infatti chiamato dall'università di Königsberg; poco dopo fu però richiamato come soldato. Durante la guerra mondiale, nel 1944, Grundmann diventò docente presso l'università di Münster.
Tre anni dopo si unì al progetto Monumenta Germaniae Historica, di cui fu eletto presidente dieci anni dopo; due anni dopo, terminato l'insegnamento all'università di Münster, iniziarono una serie di pubblicazioni: nel 1963 pubblicò la sua Storia delle eresie del Medioevo e nel 1965 la Storiografia nel Medioevo. Studiò in particolare i movimenti religiosi e le forme di vita intellettuale nei loro rapporti con le istituzioni ecclesiastiche e politiche.
Il 20 marzo 1970 morì a Monaco di Baviera.

## Opere
È l'autore di Studi su Gioacchino da Fiore (Genova, 1989), del quale è stato uno degli studiosi più significativi.